# دانشکدگان کشاورزی و منابع طبیعی دانشگاه تهران
دانشکدگان کشاورزی و منابع طبیعی دانشگاه تهران مجموعه‌ای از دانشکدگان وابسته به دانشگاه تهران در کرج، مرکز استان البرز است که بیش از صدسال قدمت دارد به طوری که از دانشگاه مادر خود یعنی از دانشگاه تهران نیز، کهن‌تر است. این مجموعه توسط مصطفی‌قلی بیات پایه‌گذار کشاورزی نوین ایران، در سال ۱۲۷۹ تأسیس شد. این دانشکدگان پس از دانشکدگان مرکزی (واقع در تهران، میدان انقلاب) بزرگ‌ترین دانشکدگان دانشگاه تهران است که از هر لحاظ در میان مجموعه‌های مشابه برترین است. این دانشکدگان نخستین و قدیمی‌ترین مدرسه عالی کشاورزی و منابع طبیعی در ایران بوده است و هم‌اکنون رتبه نخست را در میان همه مراکز آموزش عالی کشاورزی و منابع طبیعی را داراست و مرکز و قطب علمی، آموزشی و پژوهشی کشور در زمینه کشاورزی و منابع طبیعی است. اکنون این دانشکدگان، ۴ دانشکده دانشگاه تهران را در خود جای داده است.

## پیشینه

### تشکیل مدرسه فلاحت مظفری
در کابینه اول مشروطه، در سال ۱۲۸۵ش/۱۹۰۶م، دستور تشکیل وزارت فلاحت، تجارت و فوائد عامه صادر شد.
در پی فرمان این وزارتخانه، اولین مدرسه کشاورزی در ایران در سال ۱۲۷۹ خورشیدی به نام مدرسه فلاحت مظفری، در قریه چهاردانگه تهران تأسیس شد. این مدرسه پس از ۶ سال به محل دانشسرای عالی منتقل گردید و باغ نگارستان برای انجام عملیات کشاورزی آن در نظر گرفته شد. مدرسه فلاحت مظفری در سال ۱۲۸۵ تعطیل گردید و مجدداً در سال ۱۲۹۶ تحت عنوان دبستان برزگران زیر نظر وزارت فوائد عامه، در اراضی کاخ سلیمانیه کرج (محل فعلی دانشکدگان کشاورزی و منابع طبیعی دانشگاه تهران) آغاز بکار کرد.
این دبستان در سال ۱۳۰۱ به محل ژاندارمری در خیابان مولوی تهران منتقل و پس از مدت کوتاهی تعطیل شد. در همین سال، مجدداً این مجموعه با عنوان مدرسه فلاحت آغاز به کار کرد.
در سال ۱۳۰۲ به مدرسه عالی فلاحت و صنایع روستایی که به گروه‌های آموزشی ماشین‌های کشاورزی، دامپزشکی، نوغان و چایکاری تقسیم می‌شد، تغییر نام داد.
با تشکیل مدرسه فلاحت مظفری، دبستان برزگران و نیز مدرسه عملی فلاحت در دستور کار قرار می‌گیرد. در دبستان برزگران هنگام ثبت نام در وهله نخست می‌بایست روستازادگان پذیرفته می‌شدند.
- در بیست و چهارم آذر ۱۳۰۹ رضاشاه به همراه وزیر دربار خود تیمورتاش، مدرسه عالی فلاحت را افتتاح کرد. احمدحسین عدل، مدیر، استاد و رئیس این مدرسه بود.
- در سال ۱۳۱۳ دانشکده دامپزشکی به این مدرسه ملحق شد و این دو نهاد با نام بنگاه‌های علمی فلاحتی کرج به کار خود ادامه دادند.

### دانشکده کشاورزی کرج
- مجموعه فوق در سال ۱۳۱۹ به دانشکده کشاورزی تبدیل شد.
- در سال ۱۳۲۱ خورشیدی به پیشنهاد کریم ساعی و پشتیبانی احمدحسین عدل رئیس وقت دانشکده کشاورزی کرج، رشته جنگل به‌وجود آمد.
- از سال ۱۳۲۴ پس از انتقال دانشکده کشاورزی از فلاحت به دانشگاه تهران، رشته جنگل توسعه بیشتری پیدا کرد.
- شهریور ۱۳۲۴ جمشید دولو رئیس دانشکده و دبیرستان کشاورزی کرج شد.
- این دانشکده، در سال ۱۳۲۸ از وزارت کشاورزی جدا شده و به یکی از دانشکده‌های دانشگاه تهران تبدیل شد و زیر نظر وزارت علوم قرار گرفت.
- در سال ۱۳۴۵ گروه جنگلداری در دانشکده کشاورزی تأسیس شد.
- در سال ۱۳۵۱ به دانشکده منابع طبیعی دانشگاه تهران تغییر نام داد.
- در سال ۱۳۵۴، مرکز تحقیقات بین‌المللی همزیستی با کویر با ساختاری متشکل از ۱۱ بخش پژوهشی در رشته‌های علوم انسانی و طبیعی در واحد مرکزی و چندین ایستگاه پژوهشی در رشته‌های مربوط به کویر و بیابان تأسیس شد.
- در سال ۱۳۸۴ دانشکده‌های کشاورزی و منابع طبیعی و مرکز تحقیقات بین‌المللی همزیستی با کویر در چارچوب ساختار جدید دانشگاه تهران، دانشکدگان کشاورزی و منابع طبیعی دانشگاه تهران را به وجود آوردند.
مدرسه فلاحت مظفری تا تبدیل شدن به دانشکدگان کشاورزی و منابع طبیعی دانشگاه تهران، راهی پر فراز و نشیب را پیموده است.

## دانشکده‌ها و گروه‌های آموزشی

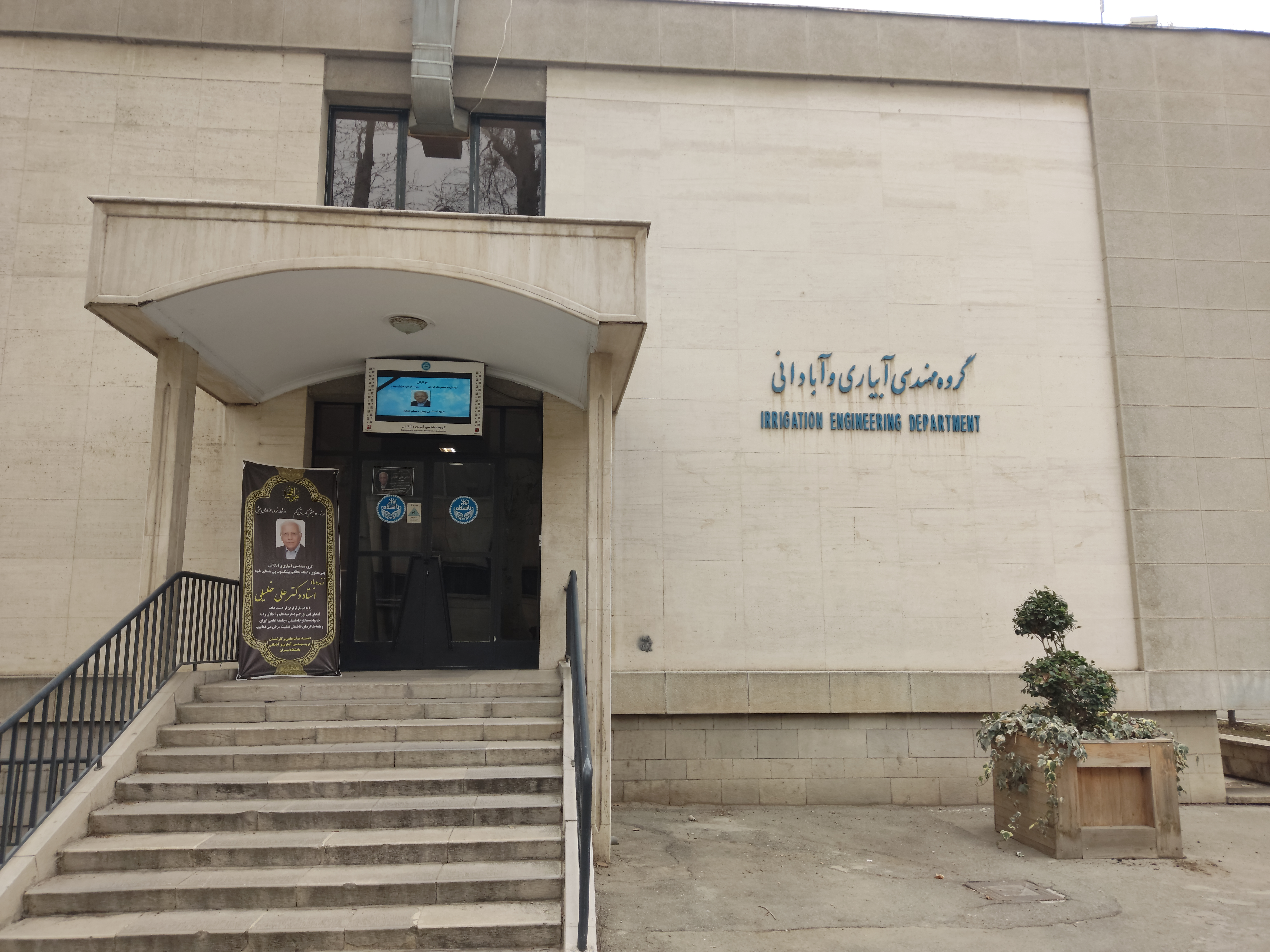
گروه مهندسی آبیاری و آبادانی

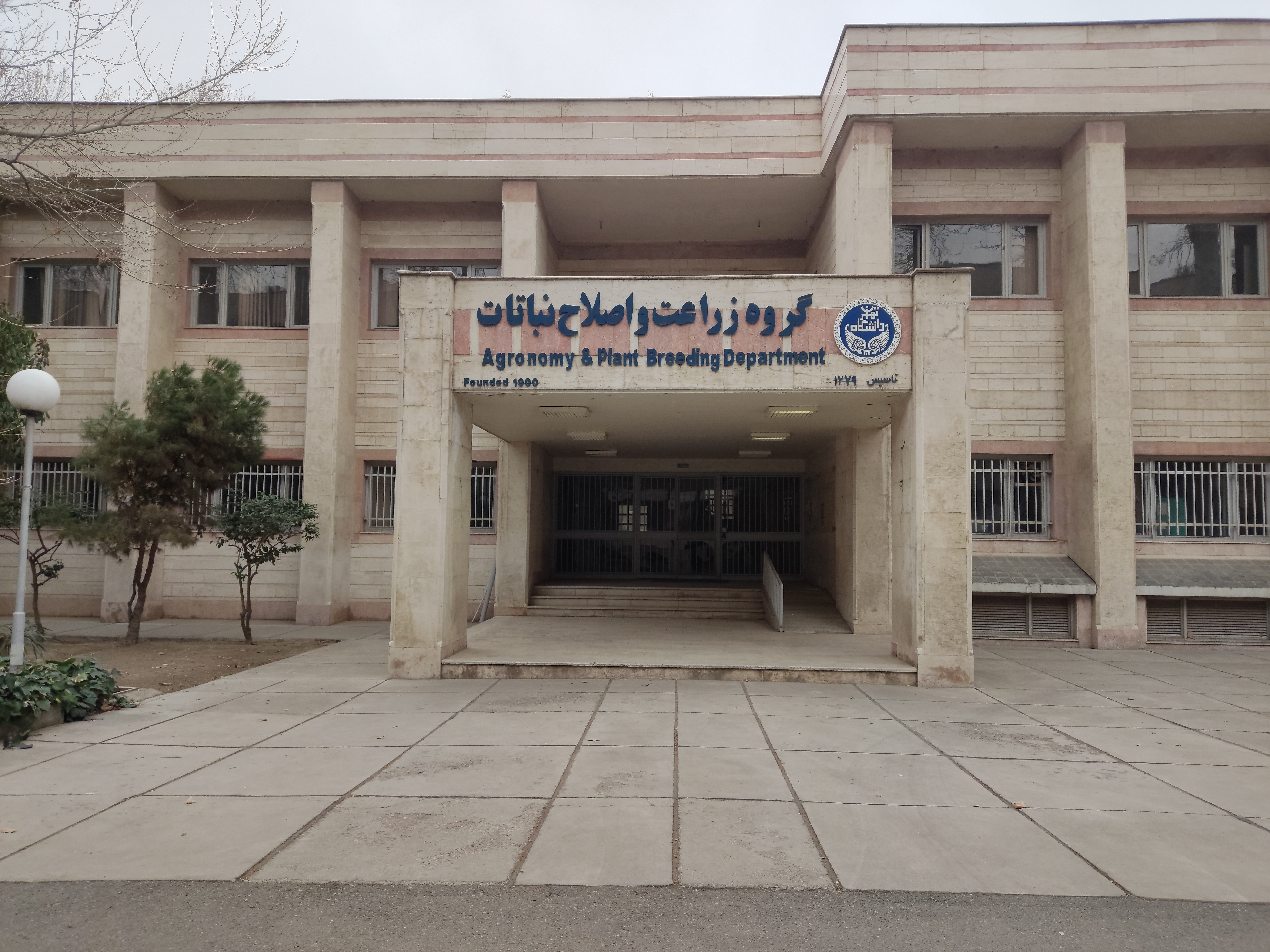
مهندسی زراعت و اصلاح نباتات (تولید و ژنتیک گیاهی)

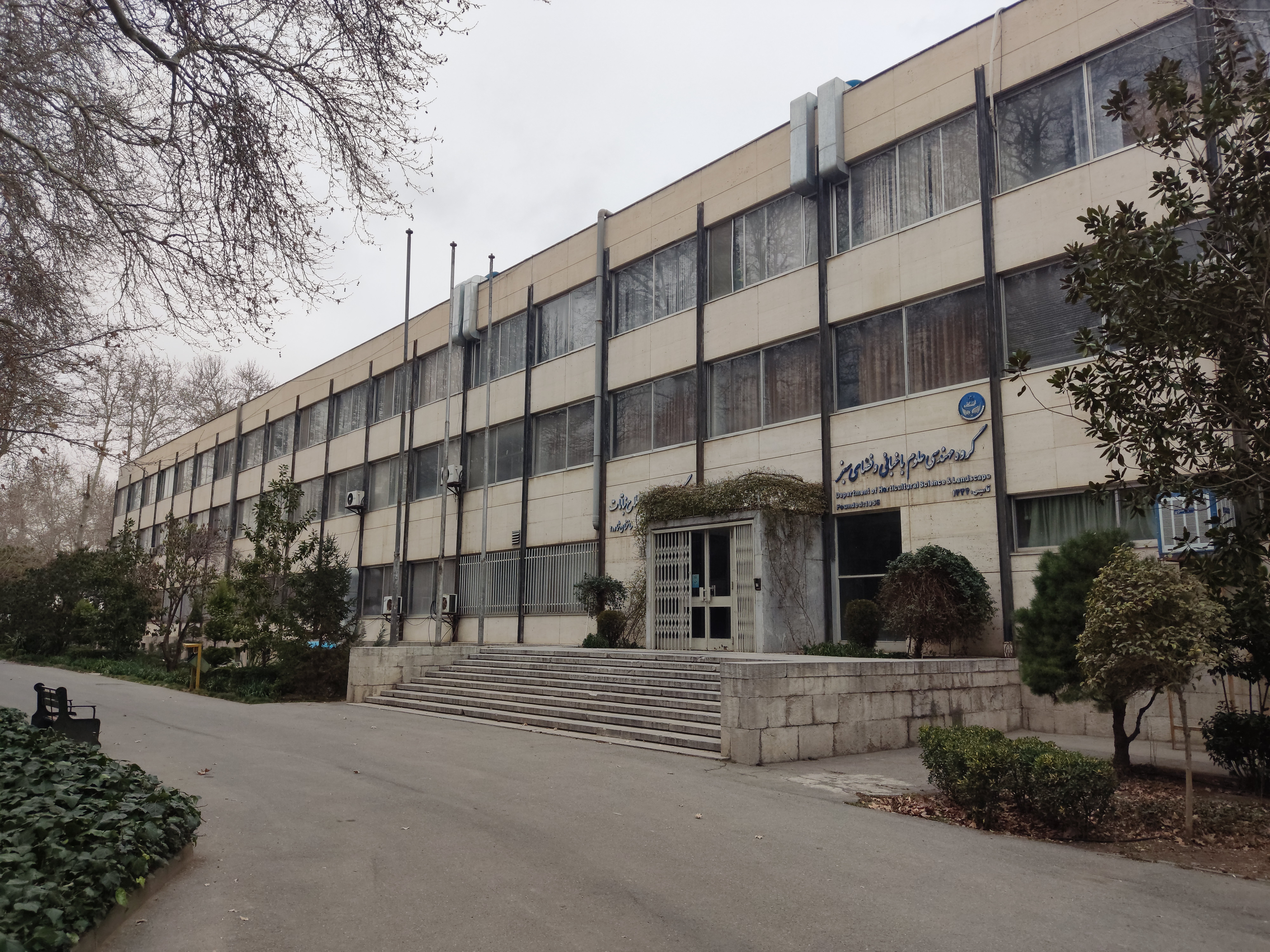
مهندسی علوم باغبانی و فضای سبز

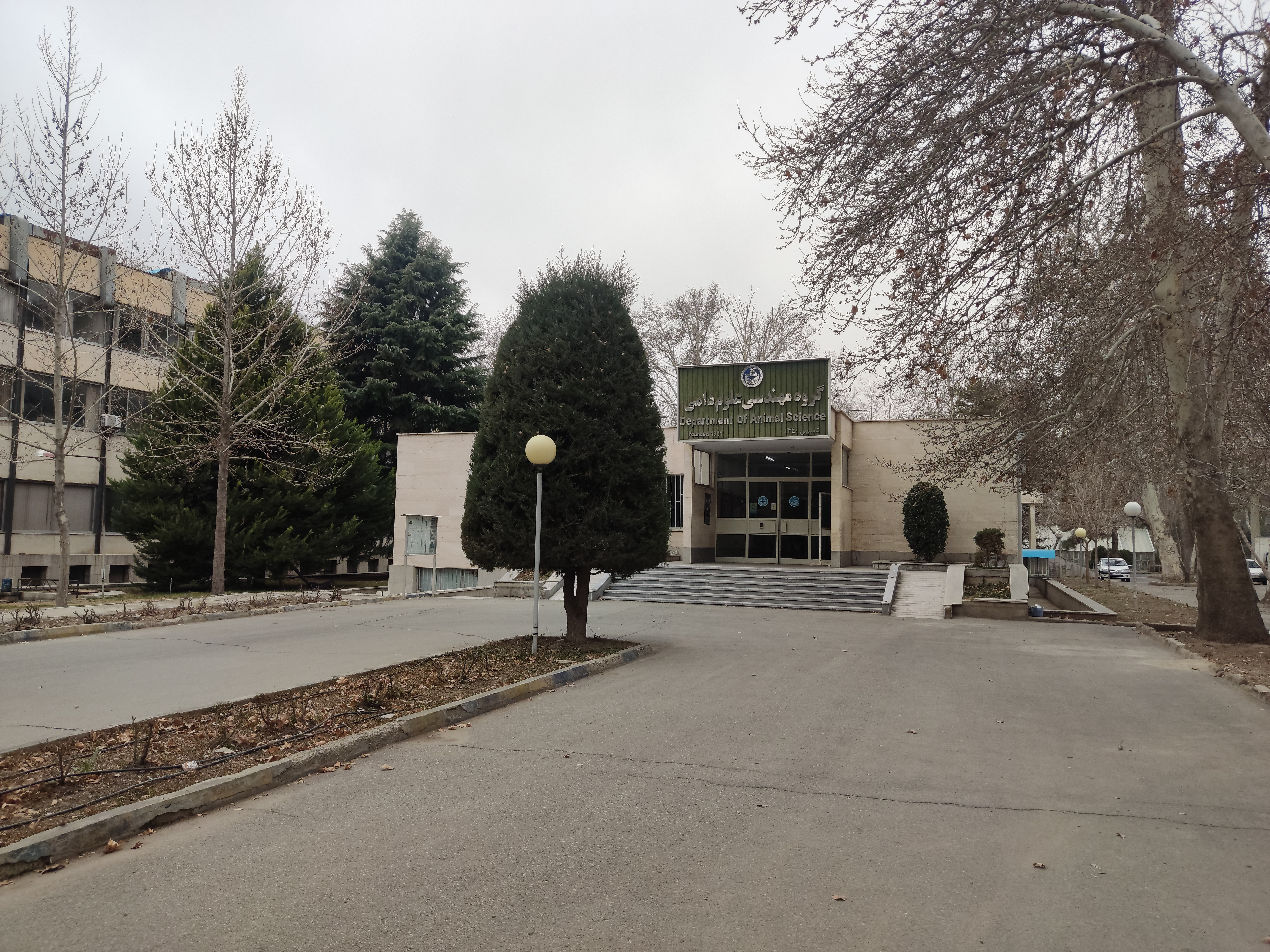
مهندسی علوم دامی

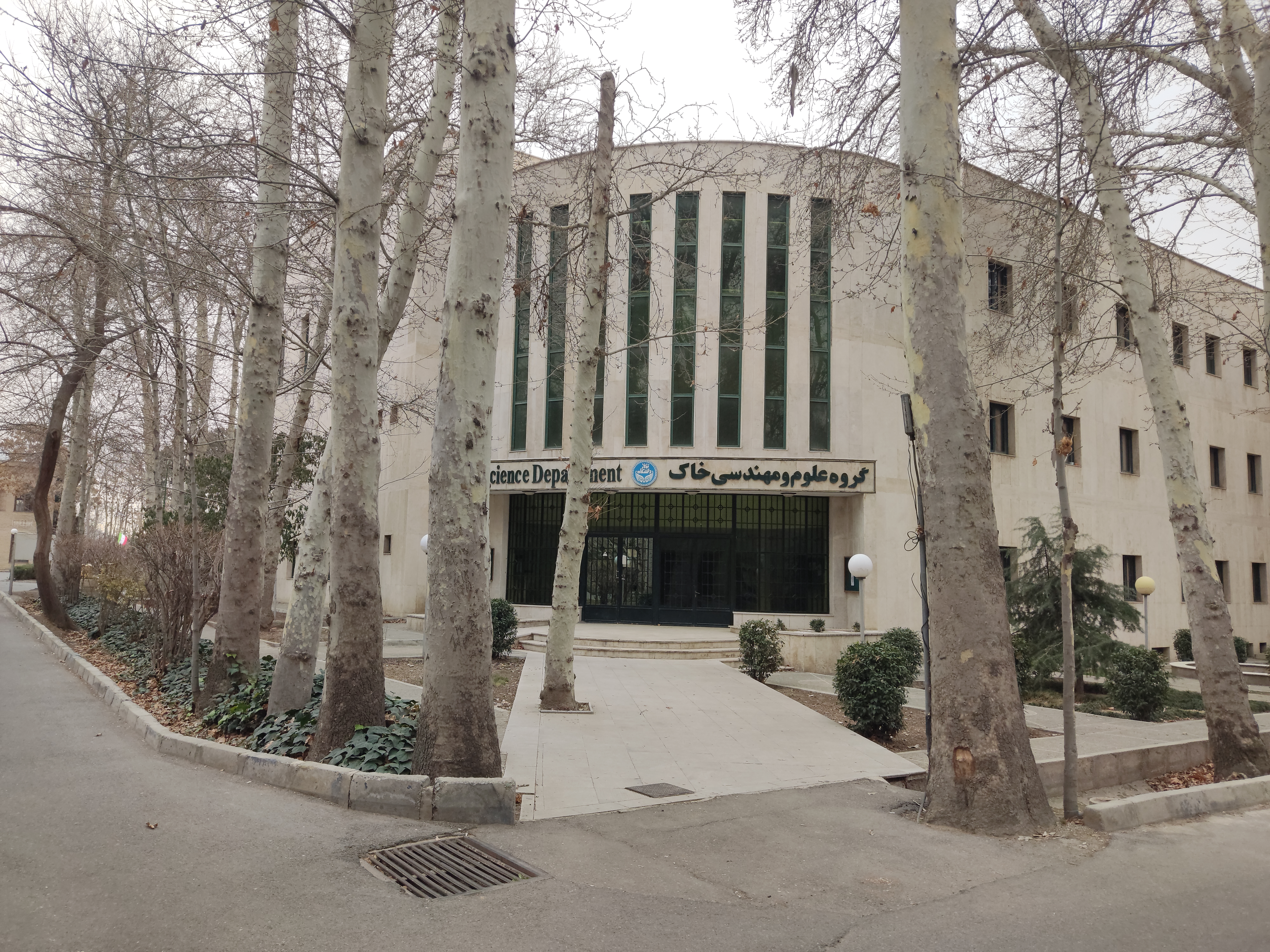
علوم و مهندسی خاک

- دانشکده علوم و مهندسی کشاورزی دانشگاه تهران:
  - گروه آموزشی مهندسی زراعت و اصلاح نباتات (مهندسی تولید و ژنتیک گیاهی)
  - گروه آموزشی علوم دامی
  - گروه آموزشی مهندسی علوم باغبانی و فضای سبز
  - گروه آموزشی گیاهپزشکی
- دانشکده مهندسی و فناوری کشاورزی دانشگاه تهران:
  - گروه مهندسی ماشین‌های کشاورزی
  - گروه مهندسی علوم و صنایع غذایی
  - گروه مهندسی آبیاری و آبادانی
  - گروه مهندسی علوم خاک
- دانشکده اقتصاد و توسعه کشاورزی دانشگاه تهران:
  - گروه آموزشی اقتصاد کشاورزی
  - گروه آموزشی ترویج و آموزش کشاورزی
  - گروه آموزشی مدیریت و توسعه کشاورزی
- دانشکده منابع طبیعی دانشگاه تهران:
  - گروه علوم و مهندسی شیلات
  - گروه علوم و مهندسی جنگل
  - گروه علوم و مهندسی محیط زیست
  - گروه علوم و مهندسی احیا مناطق خشک و کوهستانی
  - گروه علوم و مهندسی چوب و صنایع کاغذ و مبلمان[۱۱]

## دانشکده‌ها و مراکز تحقیقاتی
- دانشکده اقتصاد و توسعه کشاورزی
- دانشکده علوم و مهندسی کشاورزی
- دانشکده منابع طبیعی
- دانشکده مهندسی و فناوری کشاورزی
- مرکز تحقیقات بین‌المللی بیابان
- مرکز تحقیقات بین‌المللی آب و محیط زیست
- گروه مستقل بیوتکنولوژی کشاورزی[۱۲]

## رشته‌های تحصیلی
این دانشکده در ۱۱ رشته کارشناسی، ۱۸ رشته کارشناسی ارشد (با سه گرایش) و ۱۳ رشته دکتری (با ۲۴ گرایش) دانشجو می‌پذیرد.
- گیاه پزشکی

- رشته مهندسی گیاه پزشکی (بیماری‌شناسی و حشره‌شناسی)
- بخش بیماری‌شناسی گیاهی و بخش حشره‌شناسی در هر دو مقطع ارشد و دکتری از گروه گیاهپزشکی هستند. و به صورت متمایز فعالیت می‌کنند.
کلینیک گیاهپزشکی دانشگاه تهران که بیماری شناسان و حشره شناسان در آن فعالیت دارند از اهمیت ویژه ای در این دانشکده برخوردار است.
- آبیاری و آبادانی

- گرایش‌های مهندسی آبیاری و آبادانی، مهندسی آبیاری و زهکشی، مهندسی تأسیسات آبیاری، مهندسی هواشناسی کشاورزی، مهندسی منابع آب
- اقتصاد کشاورزی

- رشته اقتصاد کشاورزی
- رشته مدیریت کشاورزی
- رشته اقتصاد کشاورزی با گرایش‌های مدیریت مزرعه، تولید کشاورزی، اقتصاد و منابع طبیعی، بازاریابی محصولات کشاورزی، سیاست و توسعه کشاورزی
- علوم و مهندسی باغبانی

- گرایش‌های مهندسی باغبانی، مهندسی فضای سبز
- ترویج و آموزش کشاورزی

- گرایش مهندسی ترویج و آموزش کشاورزی و گرایش توسعه عمران روستایی
- علوم و مهندسی خاک

- گرایش مهندسی خاک‌شناسی، گرایش شیمی حاصلخیزی خاک، گرایش بیولوژی خاک، گرایش پیدایش و رده‌بندی خاک، گرایش فیزیک و فرسایش خاک
- علوم و مهندسی دام

- گرایش‌های دام و طیور، گرایش‌های تغذیه، ژنتیک و اصلاح دام، فیزیولوژی
- رشته تغذیه دام با دو گرایش تغذیه نشخوارکنندگان و تغذیه طیور
- رشته ژنتیک و اصلاح دام با گرایش ژنتیک مولکولی و بیوتکنولوژی در اصلاح دام
- زراعت و اصلاح نباتات

- رشته مهندسی زراعت و اصلاح نباتات
- شناسایی و مبارزه با علف‌های هرز
- بیوتکنولوژی کشاورزی
- رشته اصلاح نباتات در دو گرایش ژنتیک بیومتری و مهندسی ژنتیک و ژنتیک مولکولی
- رشته زراعت با دو گرایش فیزیولوژی گیاهان زراعتی، اکولوژی گیاهان زراعتی
- علوم و مهندسی صنایع غذایی
- ماشین‌های کشاورزی

رشته مهندسی مکانیزاسیون و مکانیک ماشین‌های کشاورزی- مهندسی مکانیک بیوسیستم - مهندسی ماشین‌های صنایع غذایی
- علوم و مهندسی شیلات
- علوم و مهندسی محیط زیست
- علوم و مهندسی جنگل
- علوم و مهندسی مرتع و آبخیزداری (طبیعت)
- علوم و مهندسی چوب و صنایع کاغذ
- علوم و مهندسی صنایع مبلمان
- بیوتکنولوژی
- صنایع غذایی[۱۳]

## مراکز تحقیقاتی
دانشکدگان کشاورزی و منابع طبیعی دانشگاه تهران دارای ۲۰ مرکز، مؤسسه و ایستگاه تحقیقاتی زیر است. این مراکز، علاوه بر کرج در نقاط مختلف کشور قرار دارند.
- موزه جانورشناسی با قدمت بیش از ۷۰ سال
- مؤسسه تحقیقات کنترل بیولوژیک آفات و بیماری‌های گیاهی
- مؤسسه تحقیقات بیمه و ریسک کشاورزی
- کارخانه آموزشی و پژوهشی تولید لبنیات
- کارخانه آموزشی و پژوهشی کمپوت سازی
- باغ گیاه‌شناسی با دارا بودن ۲۵۰ گونه درختی
- هرباریوم با بیش از ۲۷۰۰۰ نمونه گیاهی از فلور ایران
- ایستگاه تحقیقاتی علوم باغبان
- مرکز تحقیقات حفاظت آب و خاک
- ایستگاه تحقیقات ورمی کمپوست
- مزرعه آموزشی و پژوهشی علوم زراعی
- ایستگاه تحقیقات علوم دامی
- بانک ژن گندم و حبوبات
- ایستگاه تحقیقاتی طالقان
- جنگل آموزشی و پژوهشی خیرودکنار با وسعت ۸۰۰۰ هکتار
- چهار ایستگاه پژوهشی تحقیقات بیابان در شهرهای کرمان، بیرجند، سمنان و کاشان
- مرکز رشد واحدهای فناوری کشاورزی و منابع طبیعی[۱۴]

## نشریات دانشکدگان کشاورزی و منابع طبیعی دانشگاه تهران در گذر زمان
آنچه امروز تحت عناوین مجله‌های تخصصی علوم کشاورزی ایران توسط دانشکدگان کشاورزی و منابع طبیعی دانشگاه تهران با اعتبار علمی - پژوهشی منتشر می‌گردد در طول سال‌های گذشته سیر تکاملی رو به رشدی را طی نموده است.
- دوره انتشار اول آن بین سال‌های ۱۳۱۱ تا ۱۳۳۰ تحت عنوان مجله مدرسه عالی فلاحت
- دوره انتشار دوم آن بین سال‌های ۱۳۳۰ تا ۱۳۴۸ تحت عنوان نشریه دانشکده کشاورزی
- دوره انتشار سوم آن بین سال‌های ۱۳۴۸ تا ۱۳۵۶ تحت عنوان نشریه رسمی دانشکده کشاورزی
- دوره انتشار چهارم آن بین سال‌های ۱۳۵۶ تا ۱۳۸۷ تحت عنوان مجله علوم کشاورزی ایران منتشر شده است؛ و در حال حاضر در پایگاه‌های استنادی یافته‌های علمی و پژوهشی ISC ,CAB ,FSTA و Agris نمایه می‌شود.
- دوره انتشار پنجم آن شامل چند مجله تخصصی است.[۱۵]

### نشریات دو زبانه دانشکدگان کشاورزی و منابع طبیعی دانشگاه تهران
- مجله تحقیقات آب و خاک ایران

Iranian Journal of Soil and Water Research
ijswr@can.ut.ac.ir
- مجله تحقیقات اقتصاد و توسعه کشاورزی ایران

Iranian Journal of Agricultural Economics and Development Research
ijaedr@can.ut.ac.ir
- مجله علوم باغبانی ایران

Iranian Journal of Horticultural Sciences
ijhs@can.ut.ac.ir
- مجله علوم دامی ایران

Iranian Journal of Animal Science
ijasc@can.ut.ac.ir
- مجله دانش گیاهپزشکی ایران

Iranian Journal of Plant Protection Science
ijpps@can.ut.ac.ir
- مجله علوم زراعی ایران

Iranian Journal of Field Crop Science
ijcs@can.ut.ac.ir
- مجله مهندسی بیوسیستم ایران

Iranian Journal of Biosystems Engineering
ijbse@can.ut.ac.ir
- مجله شیلات

Journal of Fisheries
Jfisheries@ut.ac.ir
- مجله جنگل و فراورده‌های چوب

Journal of Forest and Wood
jfwp@ut.ac.ir
- مجله بیابان

BIABAN
desertrc@ut.ac.ir
- مجله مرتع و آبخیزداری

Journal of Range and Watershed Management
Jrwm@ut.ac.ir
- مجله محیط زیست[۱۶]

Journal of natural environment
Jne@can.ut.ac.ir

## فعالیت‌های دانشجویی
فعالیت‌های دانشجویی در دانشکدگان کشاورزی و منابع طبیعی دانشگاه تهران در نهادهای دانشجویی زیر خلاصه می‌شود.
- انجمن‌های علمی دانشجویی دانشکدگان کشاورزی و منابع طبیعی دانشگاه تهران
- بسیج دانشجویی دانشکدگان کشاورزی و منابع طبیعی دانشگاه تهران
- انجمن اسلامی دانشجویان دانشکدگان کشاورزی و منابع طبیعی دانشگاه تهران
- کانون‌های فرهنگی دانشکدگان کشاورزی و منابع طبیعی دانشگاه تهران
- نشریات دانشجویی
- شورای صنفی دانشجویی

### کانون‌های فرهنگی دانشکدگان کشاورزی و منابع طبیعی دانشگاه تهران
دانشکدگان کشاورزی و منابع طبیعی دانشگاه تهران ۱۱کانون فرهنگی و هنری دارد که به شرح زیر است.
| عدد | نام کانون                      | سال تأسیس |
| --- | ------------------------------ | --------- |
| ۱   | قرآن و عترت                    | ۱۳۹۲      |
| ۲   | تئاتر                          | ۱۳۹۴      |
| ۳   | موسیقی                         | ۱۳۹۴      |
| ۴   | همیاران سلامت                  | ۱۳۹۵      |
| ۵   | خیریه حامی                     | ۱۳۹۷      |
| ۶   | سبزدیمن                        | ۱۳۹۷      |
| ۸   | هنرهای تجسمی                   | ۱۳۹۴      |
| ۹   | هلال احمر                      | ۱۳۹۴      |
| ۱۰  | ادبی (شاعران و نویسندگان جوان) | ۱۳۹۴      |
| ۱۱  | گردشگری                        | ۱۳۹۴      |

### نشریات دانشجویی دانشکدگان کشاورزی و منابع طبیعی دانشگاه تهران
در دانشکدگان کشاورزی و منابع طبیعی دانشگاه تهران طبق آمار اداره کل فرهنگی و اجتماعی دانشگاه نزدیک به ۳۰ نشریه فعال وجود دارد. طبق اعلام اداره کل فرهنگی و اجتماعی دانشگاه ۴ نشریه از این دانشکدگان کشاورزی و منابع طبیعی دانشگاه تهران امتیاز نشریه حرفه ای را کسب کرده و عنوان علمی ترویجی گرفتند.
| عدد | نام نشریه     | صاحب امتیاز                                 | مدیرمسئول     | سردبیر                  |
| --- | ------------- | ------------------------------------------- | ------------- | ----------------------- |
| ۱   | صنعت سبز نوین | انجمن علمی دانشجویی مهندسی مکانیک بیوسیستم  | محمد قوشچیان  | محمد قوشچیان فاطمه سلکی |
| ۲   | دامستیک       | انجمن علمی دانشجویی علوم دامی               | فرزاد غفوری   | علی اصغر خلیلی          |
| ۳   | گیاه پزشک     | انجمن علمی دانشجویی گیاه پزشکی              | سعید صداقتیان | مینا حجازی              |
| ۴   | آبخوان        | انجمن علمی دانشجویی مهندسی آبیاری و آبادانی | رضا دلباز     | مسعود پورغلام آمیجی     |

## رؤسای دانشکدگان کشاورزی و منابع طبیعی از سال ۱۳۸۳
| رئیس                         | دوره مسئولیت | محل اخذ دکترا               | رشته                             |
| ---------------------------- | ------------ | --------------------------- | -------------------------------- |
| علیرضا طلایی                 | ۱۳۸۳ – ۱۳۸۴  | دانشگاه ویکتوریای منچستر    | گیاه‌شناسی                        |
| عباسعلی زالی                 | ۱۳۸۴ – ۱۳۸۷  | دانشگاه کالیفرنیا، دیویس    | اصلاح نباتات                     |
| محمدحسین امید                | ۱۳۸۷ – ۱۳۹۰  | یومیست                      | مهندسی عمران - هیدرولیک          |
| منوچهر گرجی                  | ۱۳۹۰ – ۱۳۹۱  | دانشگاه تهران               | خاکشناسی                         |
| محمد جعفری                   | ۱۳۹۱ – ۱۳۹۲  | دانشگاه نیو ساوت ولز        | مرتعداری                         |
| علی سلاجقه                   | ۱۳۹۲ – ۱۳۹۵  | دانشگاه فلوریدای مرکزی      | مهندسی منابع آب                  |
| سید حسین گلدانساز            | ۱۳۹۵ – ۱۴۰۱  | دانشگاه لاوال               | حشره‌شناسی                        |
| سیدمحمدعلی ابراهیم‌زاده موسوی | ۱۴۰۱ – اکنون | انستیتوی ملی پلی تکنیک لورن | بیوتکنولوژی و مهندسی صنایع غذایی |